# Herb Jana Pawła I

Herb Jana Pawła I jako kardynała

Herb papieski Jana Pawła I – oficjalny herb Stolicy Apostolskiej w czasie pontyfikatu Jana Pawła I (26 sierpnia 1978 – 28 września 1978).

## Opis
Herb składa się z tarczy herbowej, dwóch kluczy św. Piotra, oraz tiary papieskiej umieszczonej nad tarczą. Tarcza herbowa składa się z dwóch części: górnej białej, oraz dolnej niebieskiej. Część biała jest mniejsza. Znajduje się na niej złoty lew ze skrzydłami trzymający Pismo Święte. Jest to symbol św. Marka – patrona Patriarchów Wenecji. W dolnej niebieskiej części znajduje się sześć białych szczytów, a nad nimi trzy złote gwiazdy. Papież Jan Paweł I jako swoją dewizę wybrał Humilitas (Pokora).